# Kodulka horská
Kodulka horská (Mutilla marginata) je druh parazitického blanokřídlého hmyzu z čeledi kodulkovití (Mutilidae). V angličtině je stejně jako ostatní kodulky známá pod jménem velvet ant (sametový mravenec), podle vzhledu bezkřídlých samic připomínajících chlupaté mravence.

## Popis
Dospělé samice dorůstají délky 10-15 mm a jsou bezkřídlé. Hruď mají užší než hlavu, zadeček téměř válcovitý. První tergit (článek) zadečku je obdélníkový a druhý má na zadním okraji dvě světlé skvrny. Nohy jsou bíle ochlupené s řadami černých trnů a celé tělo je naopak černě ochlupené.
Dospělí samci dorůstají délky 11-17 mm a jsou okřídlení. Mají černě ochlupenou hlavu a tělo, bílé holeně a zadeček s modravě kovovým leskem.
Obě pohlaví mají mezi třetím a čtvrtým tergitem zadečku stridulační aparát, který při použití produkuje skřípavý zvuk. Zatím není jasný jeho účel, pravděpodobně ho ale používají ke komunikaci a také pokud se ocitnou v tísni.

## Biologie a ekologie
Vyskytují se na různých biotopech a často bývají synantropní (mohou žít v blízkosti člověka). Parazitují na většině druhů čmeláků (rodu Bombus) střední Evropy, kteří si staví svá hnízda v zemi. Samice aktivně proniká do hnízda čmeláka, kde naklade vajíčka do každé komůrky s larvou. Mají velmi tvrdou kutikulu, která odolá čmeláčímu bodnutí, naopak mají žihadlo, které zvládne citelně bodnout i člověka. Larvy se chovají jako ektoparazitoidi larev čmeláků a mohou se i živit zásobami pylu a nektaru. Stupeň zamoření čmeláčích hnízd je mnohdy vysoký, někdy to může být až 90 %. Samice se živí dravě. Napadají čmeláčí či včelí dělnice, kterým nakousnou membránu mezi hlavou a hrudí a sají vytékající hemolymfu, připomínají tak upíry. Dospělí samci mají letovou periodu od konce května do konce srpna a živí se květním nektarem a pylem z miříkovitých rostlin.

## Rozšíření
Vyskytuje se v jižní a střední Evropě, na východ až za jižní Ural, Zakavkazsko a Střední východ. Ve střední Evropě patří po čmelácích mezi nejhojnější blanokřídlý hmyz žijící v nadmořské výšce 1500 metrů a výš. V České republice se vyskytuje hlavně ve vyšších polohách (např. Krkonoše, Jeseníky a Jizerské hory).
Červený seznam České republiky z roku 2017 nově řadí tento druh mezi téměř ohrožené druhy, pravděpodobně kvůli téměř úplné absenci v nižších polohách a úbytku jejich hostitelů čmeláků.